# Michał Oleksiak
Michał Oleksiak vel Hajduk (ur. 12 marca 1928 w Zagórzu, zm. 23 czerwca 1946 w Tarnawie Dolnej) – żołnierz Wojska Polskiego i partyzantki antykomunistycznej.

## Życiorys

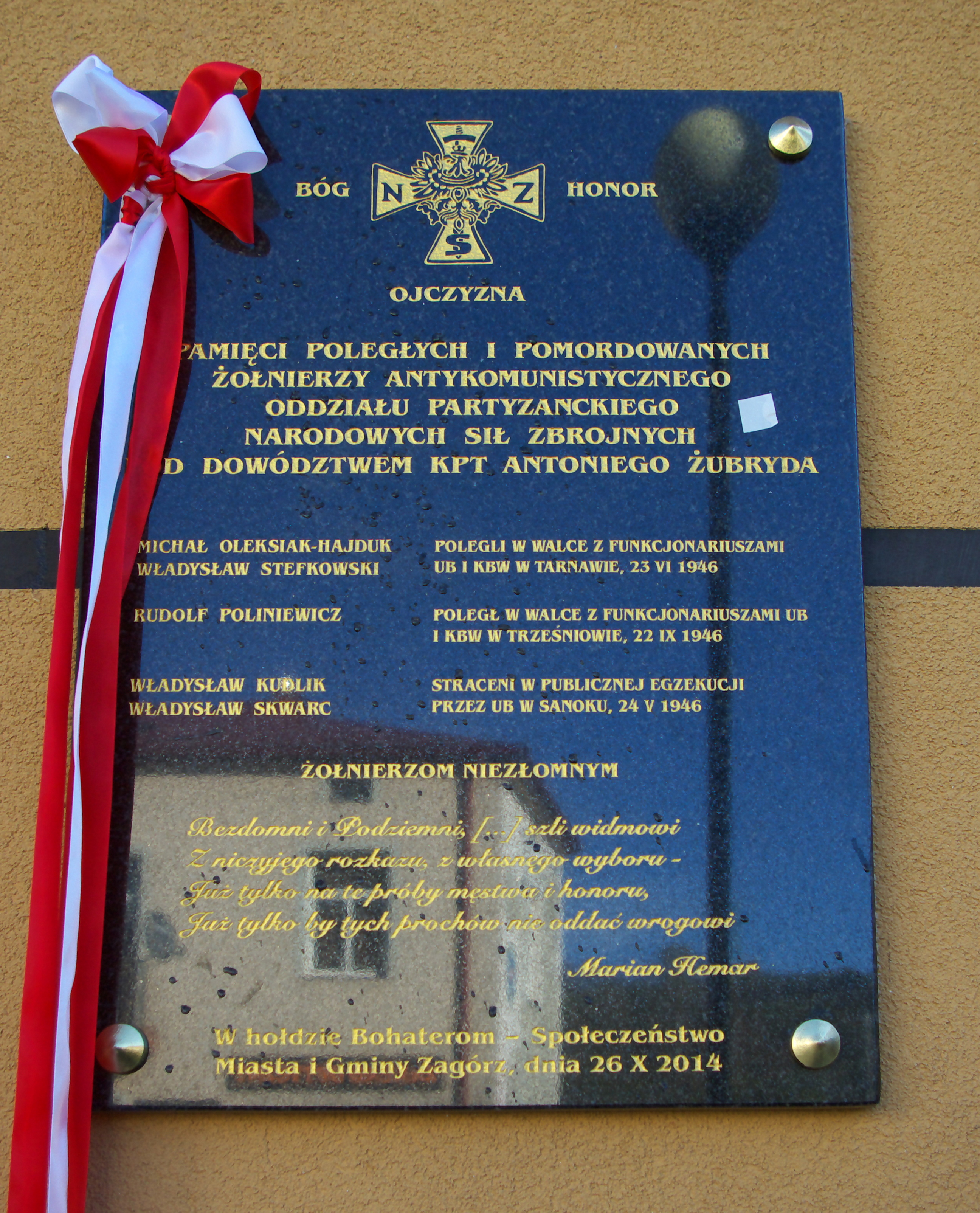
Tablica upamiętniająca pięciu żołnierzy NSZ - w tym Michała Oleksiaka - na budynku kina Sokół w Zagórzu (2014).

Michał Oleksiak urodził się 12 marca lub 20 maja 1928 roku w Zagórzu jako syn Jana i Julii z domu Balik. 20 marca tegoż roku został ochrzczony w miejscowej cerkwi greckokatolickiej. Uczęszczał do Gimnazjum im. Królowej Zofii w Sanoku. Jako 16-latek, jesienią 1944 roku, porzucił naukę i wstąpił w Przemyślu na ochotnika do ludowego Wojska Polskiego. Nie chciał jednak podlegać oficerom sowieckim. Po roku, ranny, przyjechał na urlop zdrowotny do rodziny i już nie wrócił do jednostki, która stacjonowała wówczas w Makowie Podhalańskim.
W październiku 1945 roku wstąpił do oddziału Antoniego Żubryda. Rodzina Oleksiaka, uprzedzona osobiście przez Żubryda, musiała uciekać przed prześladowaniami UB z Sanoka do Szczecina, a następnie do Nowego Sącza. Kontakt z rodziną Oleksiak utrzymywał m.in. przez ks. Jakuba Mikosia.
W batalionie Żubryda Michał Oleksiak wszedł w skład III kompanii bazującej w Niebieszczanach, a dowodzonej przez Kazimierza Kocyłowskiego. Oleksiak, obok Żubryda, wykonywał egzekucje na członkach komunistycznego aparatu bezpieczeństwa.
W połowie 1946 roku komunistyczny aparat bezpieczeństwa nasilił działania mające na celu likwidację podziemia niepodległościowego w Sanockiem. Ponieważ oddział Żubryda był podzielony na trzy kompanie i wykazywał znaczną ruchliwość, a jednocześnie miał wsparcie lokalnej ludności, postanowiono, że najlepszą metodą jego rozbicia będzie wprowadzenie do oddziału agentów. Z uwagi na fakt, że oddział Żubryda w znacznej mierze składał się z dezerterów z ludowego Wojska Polskiego oraz MO, postanowiono, że zwerbowani agenci będą takowych udawać.
Jak wynika z meldunku skierowanego do dyrektora Departamentu III MBP przez naczelnika III Wydziału WUBP w Rzeszowie kpt. Tomasza Wiśniewskiego, operacja wprowadzenia agentów do oddziału Żubryda powiodła się. Z dokumentów wynika również, że agentów wprowadził zarówno Urząd Bezpieczeństwa, jak i Informacja Wojskowa. O tym jak tajne były to operacje świadczy fakt, że obie instytucje nie wiedziały o swoich akcjach.
Wprowadzonych agentów było sześciu, a wśród nich trzech żołnierzy zwerbowanych przez Informację Wojskową: Leon Lewczuk, Marian Wojciechowski i Zdzisław Chromiński. Dwóch z nich nosiło pseudonimy: „Zuch” oraz „Bystry”. Agentów zwerbowano na podstawie danych świadczących o tym, że „w trakcie spotkania z bandą Żubryda [...] walki z nią nie podjęli”. Po ich dokładnym poinstruowaniu wymyślono historię, na podstawie której wymienieni, jako dezerterzy z 8 Dywizji Piechoty, mieli połączyć się z batalionem Żubryda. Realizując dokładnie instrukcję, 15 czerwca 1946 r. dotarli oni w okolice Niebieszczan, gdzie kwaterowali Kazimierz Kocyłowski, Mieczysław Dąbrowiecki, N.N. „Andersiak” i Michał Oleksiak. „Dezerterzy” zdobyli szybko ich zaufanie, zostali więc przyjęci do grupy i otrzymali broń. W grupie występowali prawdopodobnie pod swoimi prawdziwymi imionami: Leon, Zdzisław i Marian. Tak powiększona grupa udała się jeszcze do wsi Dudyńce, gdzie został spalony dom sołtysa, którego podejrzewano, że przyczynił się do ujęcia trzech „żubrydowców”: Władysława Kudlika, Władysława Skwarca (powieszonych 24 maja na sanockim stadionie) i Zdzisława Daniły.
20 czerwca Kazimierz Kocyłowski, Mieczysław Dąbrowiecki, N.N. „Andersiak” i Michał Oleksiak przeszli do Tarnawy Dolnej. W tej miejscowości oraz w sąsiedniej - Tarnawie Górnej - kwaterowali pozostali aktywni „żubrydowcy”: Władysław Stefkowski, Tadeusz Lipski vel Puchacz, Stanisław Kabala, Rudolf Poliniewicz i Ludwik Kolano. 21 czerwca Kazimierz Kocyłowski, Ludwik Kolano, N.N. „Andersiak” oraz trzech „dezerterów” wyszło z Tarnawy Dolnej do Haczowa, gdzie miał przebywać Żubryd. Po drodze partyzanci zatrzymali się w Płowcach na nocleg. Nocowali na boisku u N.N. gospodarza. 23 czerwca około godz. 3 agenci Informacji Wojskowej zaatakowali śpiących. Kazimierz Kocyłowski został ranny i obezwładniony, pozostali dwaj: Ludwik Kolano i „Andersiak” zostali podczas snu zastrzeleni. Po zatrzymaniu agenci wsadzili Kocyłowskiego na furmankę i odwieźli do siedziby Informacji Wojskowej w Sanoku.
Z Sanoka zaalarmowano żołnierzy KBW. Część z nich udała się w kierunku Niebieszczan, a część zdrajcy poprowadzili do Tarnawy Dolnej, gdzie kwaterowali pozostali „żubrydowcy”. Wojsko zbliżało się do Tarnawy tyralierą. Na jej czele szli agenci, co miało zmylić wartowników. Podstęp udał się. W otoczonym domu zaskoczeni zostali trzej partyzanci: Mieczysław Dąbrowiecki, Władysław Stefkowski i Michał Oleksiak. Władysław Stefkowski, który na progu domu czyścił buty, został zastrzelony, Mieczysława Dąbrowieckiego zaskoczono w kuchni, bez broni i tylko Michał Oleksiak zdołał wycofać się na strych, jednak otoczony popełnił samobójstwo, strzelając sobie w głowę.
W Księdze Zmarłych 1946–1958 Sanok, prowadzonej w Parafii Przemienienia Pańskiego w Sanoku, podano, że Michał Oleksiak (ur. 20 maja 1928, zamieszkały w Sanoku przy ulicy 3 Maja 8) i Władysław Stefkowski (ur. 26 czerwca 1923, zamieszkały w Sanoku przy ulicy Rynek 7) zostali zabici 22 czerwca 1946 w Płowcach pod Sanokiem).
Do dziś nie udało się ustalić, co stało się z ciałami zamordowanych żołnierzy, w tym – Michała Oleksiaka.

## Upamiętnienie
W dniach 24–26 października 2014 Związek Strzelecki Rzeczypospolitej zorganizował "V Rajd Śladami Żołnierzy Wyklętych im. Antoniego Żubryda". Rajd przeszedł trasą Malinówka – Brzozów – Zagórz. Kulminacyjnym momentem Rajdu była msza święta w kościele parafialnym w Starym Zagórzu, po której nastąpił przemarsz strzelców przez miasto do kina "Sokół", gdzie nastąpiło odsłonięcie tablicy upamiętniającej pięciu żołnierzy NSZ oddziału Antoniego Żubryda związanych z miejscowościami obecnej Gminy Zagórz. Uhonorowani zostali Michał Oleksiak, Władysław Stefkowski, Rudolf Poliniewicz, Władysław Skwarc, Władysław Kudlik. Projektantem tablicy był Jerzy Tarnawski, wykonawcą Łukasz Sitek; w inskrypcji zawarto cytat z wiersza Mariana Hemara pt. „O wielkim bojowniku”. W uroczystości wzięło udział dwóch synów Wandy Niemyjskiej z Hajduków - rodzonej siostry Michała.